# Alain-Charles-Louis de Rohan-Chabot
Pour les articles homonymes, voir Alain de Rohan, Alain, Rohan et Chabot.
Ne doit pas être confondu avec Alain-Louis-Auguste de Rohan-Chabot.
Alain-Charles-Louis de Rohan-Chabot (Paris, 1er décembre 1844 - Paris, 6 janvier 1914), prince de Léon, puis, à la mort de son père, en 1893, 11e duc de Rohan, est un officier et homme politique français. Il est député du Morbihan de 1876 à 1914.

## Biographie
Alain Charles Louis de Rohan-Chabot est le fils de Charles Louis Josselin de Rohan-Chabot, dixième duc de Rohan et d'Etiennette Catherine Octavie Rouillé de Boissy.
En 1870, il sert comme capitaine de gardes-mobiles. Il est ensuite chef de bataillon au 85e régiment territorial d'infanterie, jusqu'en 1881. 
Il est élu conseiller-général du Morbihan et député du Morbihan sans interruption, de 1876 jusqu'à sa mort, en 1914. Il est également maire de Josselin (Morbihan) de 1900 à 1914.
Catholique social et légitimiste, il se rallie cependant, après la mort du « comte de Chambord », en 1883, au comte de Paris. 
À la Chambre, il siège à droite parmi les conservateurs, combat le gouvernement républicain et, particulièrement, sa dérive laïciste

## Mariage et descendance
Il épouse en 1872 Herminie de La Brousse de Verteillac (Paris 28 juillet 1853 - Paris 7e 13 avril 1926), femme de lettres, elle tient à Paris un salon réputé et est chevalier de la Légion d'honneur. 
Ils ont pour enfants : 
- Anne de Rohan Chabot (Paris 7e, 9 avril 1873 - Paris 13e, 10 avril 1903) mariée en 1891 avec le comte Louis de Talleyrand Périgord, duc de Montmorency (1867-1951).
- Marie de Rohan Chabot (Paris 7e, 24 mai 1876 - Ibid. 3 octobre 1951), femme de lettres, mariée en 1897 avec le prince Lucien Murat (1870-1933), puis en 1934 avec Charles Pineton, comte de Chambrun (1875-1952), ambassadeur de France, membre de l'Académie Française.
- Josselin de Rohan Chabot, prince de Léon, puis, en 1914, 12e duc de Rohan (Paris 7e, 4 avril 1879 - mort pour la France à Hardecourt aux Bois, Somme, 13 juillet 1916), capitaine de chasseurs, député du Morbihan après son père, chevalier de la Légion d'honneur, croix de guerre 1914-18.
- Françoise de Rohan Chabot (Paris 7e, 7 juin 1881 - ibid. 25 janvier 1957), mariée en 1900 avec Charles de Riquet, duc de Caraman (1873-1960), officier, chevalier de la Légion d'honneur, Croix de Guerre 1914-18.
- Jehan de Rohan Chabot, vicomte de Rohan (Paris 7e, 27 juin 1884 - Bâle, Suisse, 10 mai 1968) administrateur de sociétés, président de l'Automobile Club de France, commandeur de la Légion d'honneur, croix de guerre 1914-18, marié en 1906 avec Anne de Talhouët-Roy (1887-1964).

## Décoration
- Médaille commémorative de la guerre 1870–1871

## Armes
| Blason | Blasonnement : Écartelé de gueules à neuf macles d'or (qui est de Rohan), et d'or à trois chabots de gueules (qui est Chabot). |

## Pour approfondir

### Sources
- Adolphe Robert & Gaston Cougny, Dictionnaire des Parlementaires français
- J. Balteau, M. Prévost, Yves Chiron, Dictionnaire de Biographie française, tome 21, 2016, col. 431-3.
- Hubert Cuny & Nicole Dreneau, Le Gotha français, 1989, p. 225-227.

### Pages connexes
- Maison de Rohan
- Maison de Chabot
- Généalogie de la famille Chabot
- Duc de Rohan
- Château de Josselin
- Etricourt-Manancourt